# Olidiana parapectinata
Olidiana parapectinata är en insektsart som beskrevs av Nielson 1991. Olidiana parapectinata ingår i släktet Olidiana och familjen dvärgstritar. Inga underarter finns listade i Catalogue of Life.